# Jewgienij Tariejew
Jewgienij Michajłowicz Tariejew (ros. Евгений Михайлович Тареев, ur. 13 maja?/25 maja 1895 w Pskowie, zm. 17 sierpnia 1986 w Moskwie) – radziecki internista, Bohater Pracy Socjalistycznej (1965), uhonorowany tytułem „Zasłużony Działacz Nauki RFSRR” (1948).

## Życiorys
W 1917 ukończył studia na Wydziale Medycznym Uniwersytetu Moskiewskiego, od 1936 kierował działem chorób wewnętrznych 3 Moskiewskiego Instytutu Medycznego, a w 1951 1 Moskiewskiego Instytutu Medycznego, jednocześnie 1929-1951 kierował kliniką Instytutu Parazytologii Medycznej i Medycyny Tropikalnej. W 1943 napisał monografię Klinika Malarii, za którą trzy lata później otrzymał Nagrodę Stalinowską. Napisał ponad 700 prac naukowych, w tym 10 monografii. Zajmował się m.in. problemami hepatologii. W 1939 wraz z P. Siergiejewem jako pierwszy w ZSRR opisał epidemiczne zapalenie wątroby, rok później został współautorem pracy Żółtaczka wirusowa na temat etiologii wirusowego zapalenia wątroby. Poza tym zajmował się problemami nefrologii, w tym przewlekłą niewydolnością nerek, a także chorobami sercowo-naczyniowymi i chorobami ogólnoustrojowymi i chorobami tkanki łącznej. W 1948 opublikował monografię Choroba nadciśnieniowa. W 1948 został członkiem rzeczywistym Akademii Nauk Medycznych ZSRR. Za badania nad problemem amyloidozy w 1983 otrzymał Nagrodę Państwową ZSRR. Wypromował 48 doktorów i 154 kandydatów nauk medycznych. Był doktorem honoris causa Uniwersytetu Karola (Czechosłowacja), honorowym członkiem Towarzystwa Nefrologów i Internistów NRD i członkiem Światowego Towarzystwa Internistów. Mieszkał i pracował w Moskwie, gdzie zmarł i został pochowany na Cmentarzu Nowodziewiczym.

## Rodzina
- Michaił Tariejew – ojciec
- Irina Tariejewa – córka

## Nagrody i odznaczenia
- Medal Sierp i Młot Bohatera Pracy Socjalistycznej (24 maja 1965)
- Order Lenina (trzykrotnie, 27 października 1953, 24 maja 1965 i 23 maja 1975)
- Order Rewolucji Październikowej (20 lipca 1971)
- Order Czerwonego Sztandaru Pracy (11 lipca 1945)
- Order Przyjaźni Narodów (24 maja 1985)
- Nagroda Leninowska (1974)
- Nagroda Stalinowska (1946)
- Nagroda Państwowa ZSRR (1983)

I medale.